# اندیس خاک صنعتی کور چشمه
خاک صنعتی کور چشمه یک اندیس غیرفلزی است که در  استان قزوین قرار دارد و مادهٔ معدنی موجود در آن، خاک صنعتی است.سنگ میزبان این اندیس توف سبز است و دیرینگی آن به دوران ائوسن می‌رسد. در این اندیس، پاراژنز‌های ایلیت - ژیپس یافت می‌شوند.